# Nervgift
Nervgift eller neurotoxin är gift som i första hand angriper hjärna och resten av nervsystemet. De kan påverka nervcellens aktionspotential eller inverka på signalöverföringen i synapser. Nervgifters "dödlighet" beror antingen på att hjärna och nerver direkt skadas av ämnet, eller på att nerverna bedövas eller förlamas, vilket leder till att viktiga kroppsfunktioner som hjärta och lungor slås ut.
Nervgifter kan ha biologiskt ursprung, det vill säga producerade i baktererier eller djur. Exempel på kemiska nervgifter är kvicksilver- eller blyhaltiga ämnen.
Centralstimulerande preparat kan vara eller fungera som nervgifter. Detta gäller exempelvis amfetamin, kokain och liknande ämnen, vilka påverkar hjärnfunktioner som minne, inlärning och tänkande. I höga doser har även exempelvis koffein, som utvecklades som ett skydd för kaffeplantan (se beska i växtgifter), neurotoxiska effekter; i lägre doser kan koffeiner å andra sidan skydda mot vissa sjukdomar.
Många nervgifter återfinns inom ämnesgruppen alkaloider. Dessa utvanns ursprungligen ur växtsafter, men många kan också framställas syntetiskt. De flesta narkotikaklassade substanser återfinns den här gruppen.

## Människans användning
Som kemiska stridsmedel används nervgifter i form av så kallad nervgas. I allmänhet är det dock inte fråga om gas i dessa fall utan det handlar snarare om finfördelade vätskedroppar, aerosoler.

## Toxinkällor
Neurotoxiner produceras av 
- djur (t.ex. conotoxiner från kägelsnäckor),
- växter (t.ex. solanin eller nikotin från skattor),
- encelliga eller flercelliga svampar (t.ex. muskarin från giftiga trådskivlingar, Inocybe),
- alger (t.ex. ciguatoxin från Gambierdiscus toxicus, brevetoxin från Karenia brevis och saxitoxin från dinoflagellater. De båda senare medverkar i giftig algblomning och saxitoxin orsakar paralytisk musselförgiftning), eller
- prokaryoter (t.ex. botulinumtoxin från Clostridium botulinum eller tetradotoxin från Vibrio alginolyticus).

Många neurotoxiner som återfinns i större mängder i djur produceras inte av djuret utan av andra organismer (bakterier eller alger) och anskaffas av djuret genom födan. Detta gäller till exempel blåsfiskarnas och de blåringade bläckfiskarnas tetradotoxin, som tillverkas av bakterier, och batrachotoxin i pilgiftsgrodor, som grodan får i sig genom att äta skalbaggar, som i sin tur tagit upp det från växter i födan.

## Verkan
Neurotoxiner kan störa signalöverföringen i nervcellen genom att påverka dess aktionspotential genom att blockera eller öka känsligheten på jonkanalerna i cellmembranet. De kan också störa signalöverföringen i synapserna genom att hindra frisättning eller bindning av neurotransmittorer eller nedbrytningen av desamma. 

## Kemisk sammansättning av neurotoxiner
De flesta neurotoxiner som produceras av prokaryoter, alger och växter har låg eller måttligt hög molekylvikt. Botulinumtoxinet, som anses vara ett av världens gifitgaste ämnen, är dock ett protein. Neurotoxiner som produceras av flercelliga djur är i allmänhet peptider.

## Funktion
Hos organismer som producerar toxin kan det fungera som skydd eller som jaktvapen. Neurotoxiner i svampar och växter skyddar organismen mot angrepp av framför allt insekter. Samma skydd mot predatorer har troligen neurotoxiner i många högre djur, medan andra djur använder dem för att jaga (till exempel i kägelsnäckornas harpuner). Hur de fungerar hos encelliga organismer är inte helt klarlagt: Vibrio-bakterier som tillverkar tetradotoxin förmodas leva i symbios med den fisk som skyddar sig med giftet, men hur det ser ut hos de frilevande mikroalgerna och prokaryoterna är oklart. 